# Футбольна федерація Косова
Футбольна федерація Косова (серб. Фудбалски савез Косова / Fudbalski savez Kosova, алб. Federata e Futbollit e Kosovës) — керівний орган футболу в Косові. Заснована 1946 року як підрозділ футбольного союзу Югославії. Член ФІФА та УЄФА з 2016 року.

## Історія

Логотип федерації у 2008—2018 роках.

Футбольна федерація Косова заснована в 1946 році як відділення футбольного союзу Югославії.
17 лютого 2008 року Республіка Косово оголосила про свою незалежність від Сербії. Ряд країн, таких як США, Велика Британія, Франція, відразу ж визнали нову державу, інші ж — Росія, Сербія, Китай — безапеляційно відмовилися це робити. 6 травня 2008 року Косово подало заявку на членство в ФІФА. У жовтні заяву розглянуто на конгресі Міжнародної федерації в Цюриху, за підсумками якого Косову відмовили у входженні в ФІФА.
3 травня 2016 року Федерацію прийняли в УЄФА на конгресі в Будапешті. За прийняття Республіки Косово в УЄФА проголосували 28 країн-членів, проти — 24, дві утрималися. Через десять днів Косово було прийнято до ФІФА.